# Humo en tus ojos
Humo en tus ojos es una película dramática colombiana de 2002 dirigida por Mauricio Cataño y protagonizada por Ana María Kamper, Helios Fernández, Jorge Herrera, Juan Carlos Agudelo y Santiago García Pinzón.

## Sinopsis
Elvira Buraglia es una mujer madura con un serio problema de alcoholismo que sostiene una extraña relación con tres hombres al mismo tiempo. Sin medir las consecuencias de sus acciones, juega con estos tres hombres y paulatinamente los va llevando a la ruina y pone en peligro incluso su propia vida.

## Reparto
- Ana María Kamper es Elvira Buraglia.
- Helios Fernández es Ernesto Valdivia.
- Juan Carlos Agudelo es Marcelo Soler.
- Jorge Herrera es Santiago Rodero.
- Santiago García es Mario.